# 광양군 (1948년 선거구)
광양군은 대한민국의 옛 국회의원 선거구이다. 당시 전라남도 광양군 지역을 관할했다.

## 역사
제헌 국회의원 선거를 앞두고 광양군 전 지역을 관할하는 선거구로 신설되었다.
제6대 국회의원 선거를 앞두고 구례군 선거구와 통합되면서 구례군·광양군 선거구를 구성하게 되면서 폐지되었다.

## 역대 국회의원
| 선거   | 정당 | 정당   | 의원   |
| ------ | ---- | ------ | ------ |
| 1948년 |      | 무소속 | 김옥주 |
| 1950년 |      | 무소속 | 엄상섭 |
| 1954년 |      | 자유당 | 김정호 |
| 1958년 |      | 자유당 | 황숙현 |
| 1960년 |      | 민주당 | 김석주 |

## 역대 선거 결과

### 대한민국 제헌 국회의원 선거
|  | 53.55% |

|  | 19.12% |

|  | 16.07% |

|  | 11.24% |

### 대한민국 제2대 국회의원 선거
|  | 31.25% |

|  | 29.66% |

|  | 25.54% |

|  | 13.53% |

### 대한민국 제3대 국회의원 선거
|  | 52.02% |

|  | 47.97% |

### 대한민국 제4대 국회의원 선거
|  | 48.08% |

|  | 30.70% |

|  | 21.20% |

### 대한민국 제5대 국회의원 선거
|  | 45.38% |

|  | 27.02% |

|  | 20.24% |

|  | 7.35% |